# Карынсалды
Карынсалды (каз. Қарынсалды) — село в Амангельдинском районе Костанайской области Казахстана. Административный центр Карынсалдинского сельского округа. Находится примерно в 89 км к северо-востоку от села Амангельды. Код КАТО — 393457100.

## Население
В 1999 году население села составляло 425 человек (209 мужчин и 216 женщин). По данным переписи 2009 года, в селе проживало 168 человек (75 мужчин и 93 женщины).